# Aouze
Aouze ist eine französische Gemeinde mit 196 Einwohnern (Stand: 1. Januar 2022) im Département Vosges (Region Grand Est). Sie gehört zum Arrondissement Neufchâteau und zum Kanton Mirecourt.

## Geografie
Die Gemeinde Aouze liegt in einem Seitental der Vraine an der Grenze zum Département Meurthe-et-Moselle zwischen den Landschaften Bassigny und Xaintois, 15 Kilometer östlich von Neufchâteau. Im Osten der Gemeinde verläuft die Autoroute A31.

## Bevölkerungsentwicklung
| Jahr                       | 1962 | 1968 | 1975 | 1982 | 1990 | 1999 | 2006 | 2013 | 2020 |
| Einwohner                  | 234  | 234  | 213  | 199  | 208  | 193  | 194  | 185  | 202  |
| Quellen: Cassini und INSEE |      |      |      |      |      |      |      |      |      |

## Sehenswürdigkeiten
- Kirche St. Vinzenz, Monument historique
- Monumentalkreuz, Monument historique

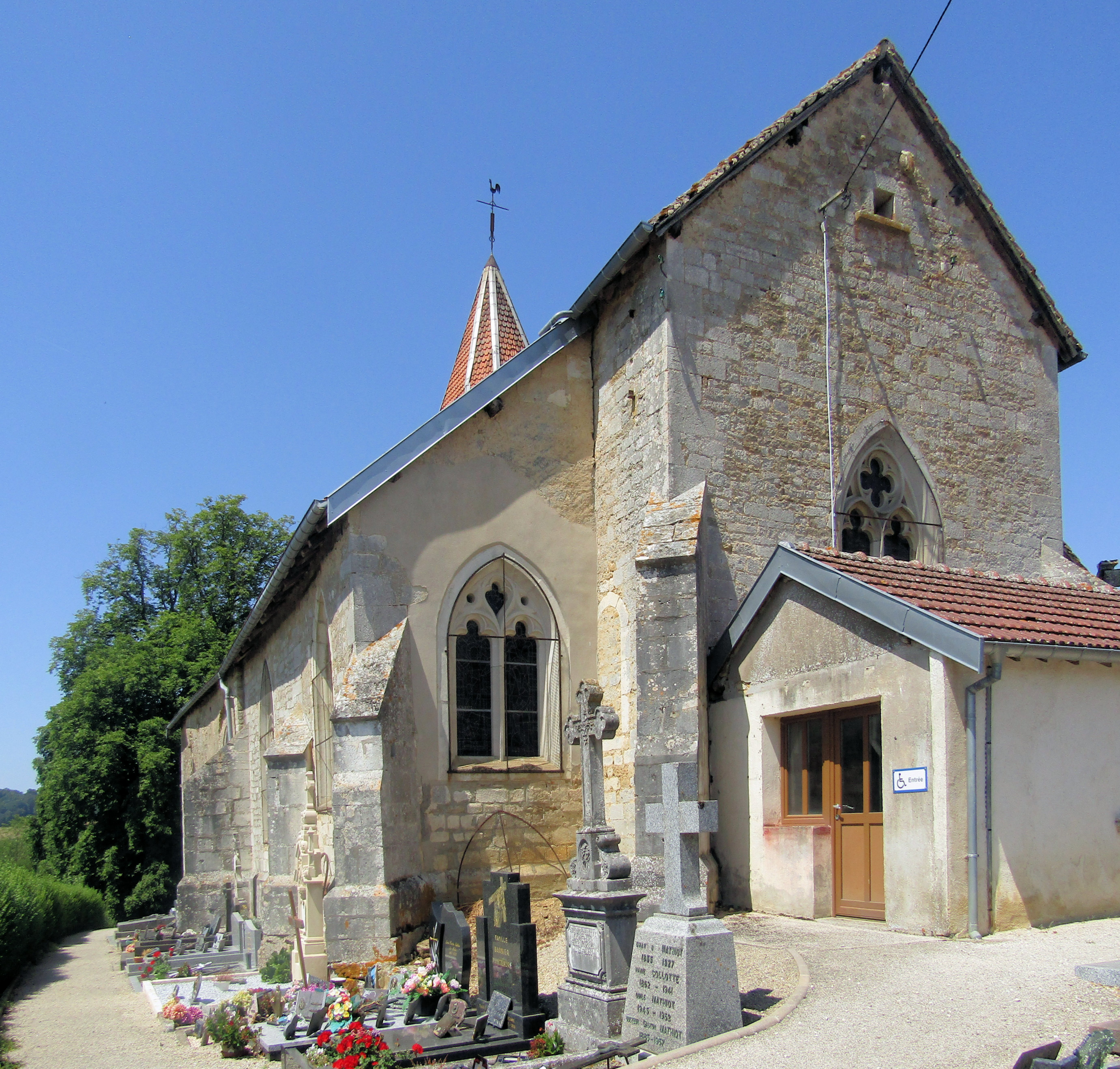
St. Vinzenz, Ostseite
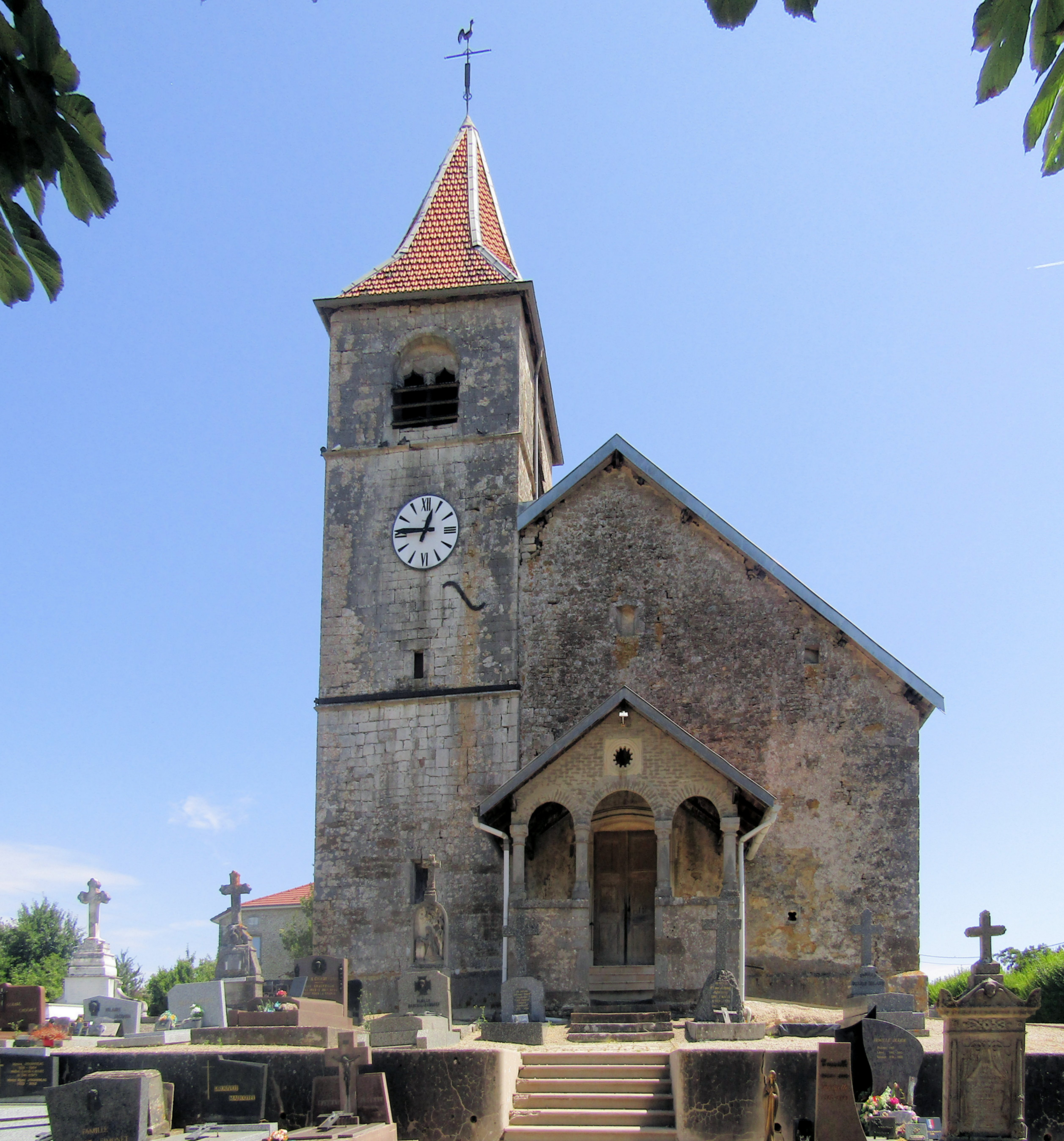
St. Vinzenz, Westseite
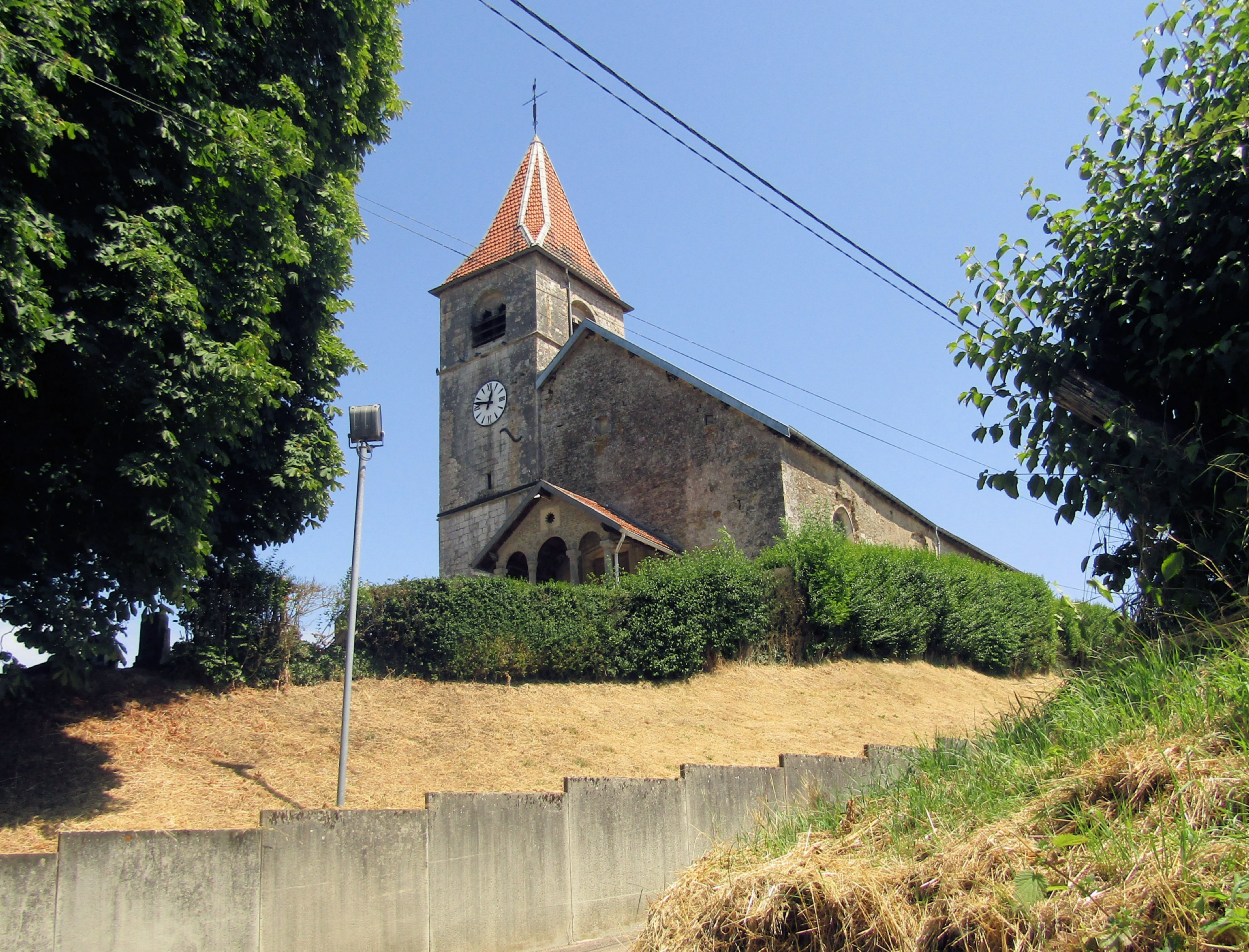
St. Vinzenz, Südwestseite
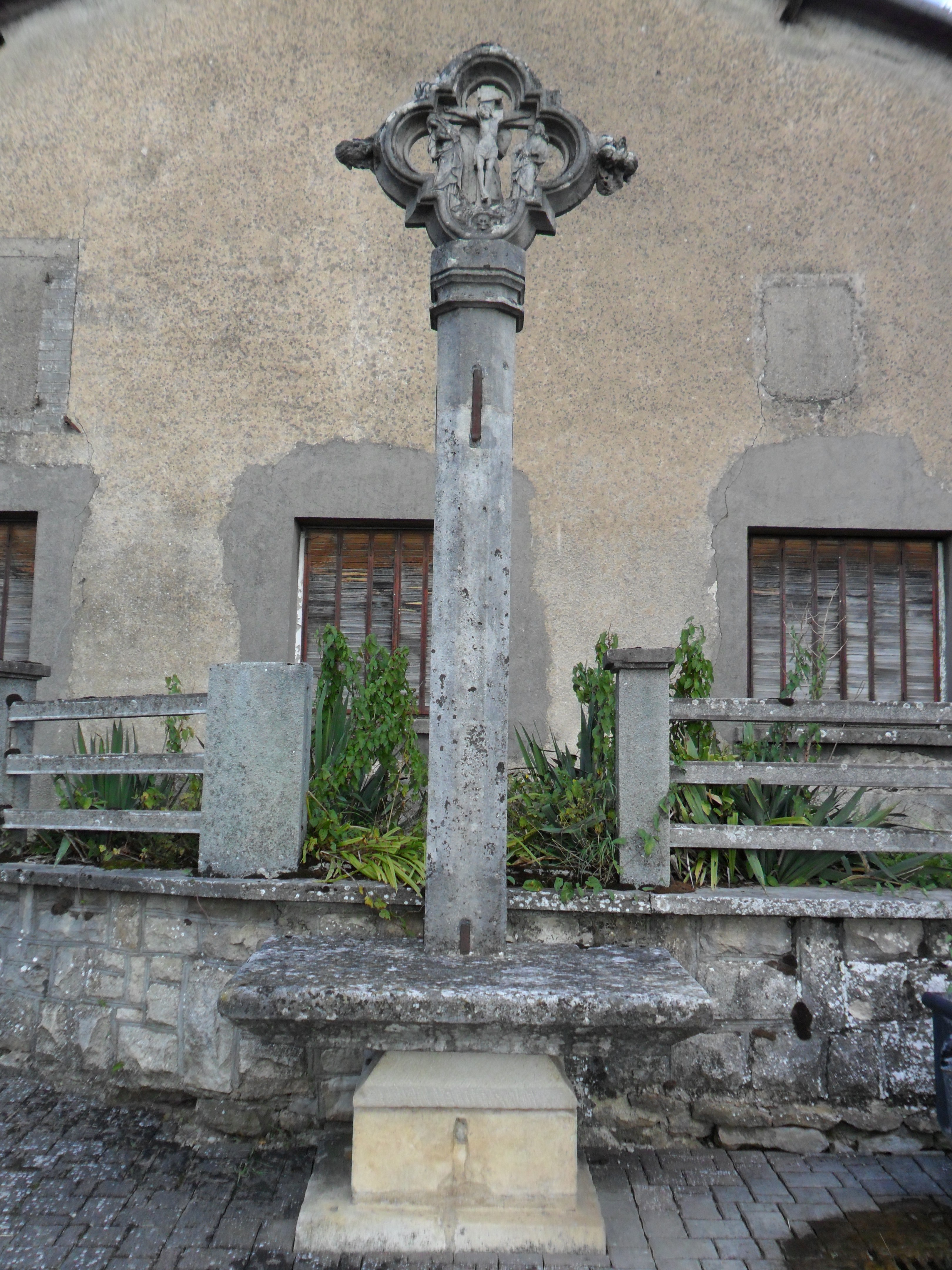
Monumentalkreuz
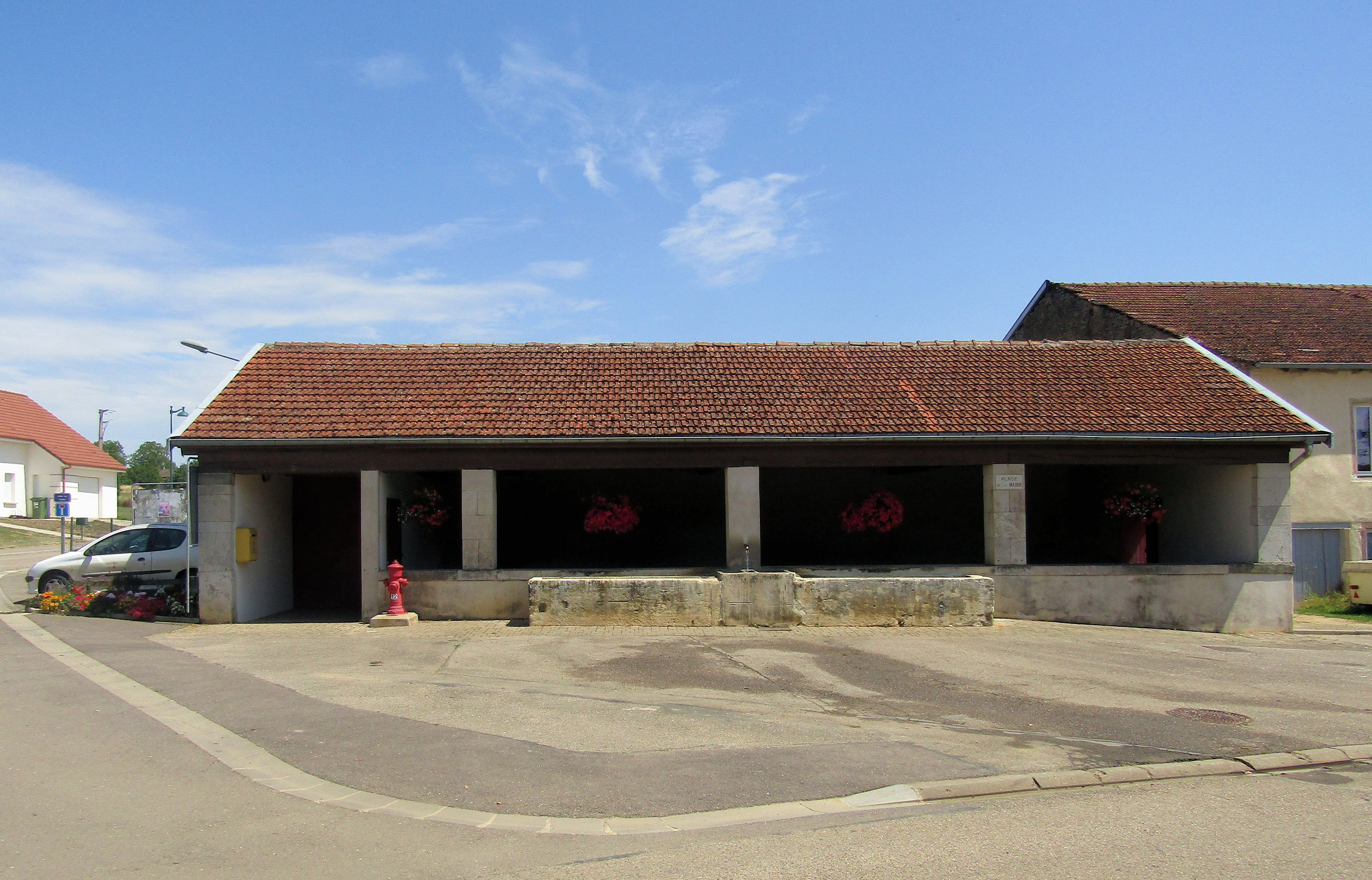
Ehemaliges öffentliches Waschhaus